# جاك بارسونز
جاك بارسونز (بالإنجليزية: Jack Parsons) (2 أكتوبر 1914 - 17 يونيو 1952) مهندس صورايخ أمريكي، متخصص في هندسة الطيران والفضاء الجوي وباحث في مجال دفع المركبات الفضائية، وكيميائي.

## روابط خارجية
- جاك بارسونز على موقع إن إن دي بي (الإنجليزية)